# Epinephelus lanceolatus
Pour les articles homonymes, voir Mérou géant.
Mérou géant, Mérou lancéolé, Loche géante, Carite
Espèce
Synonymes
- Epinephelus lanceolatus (Bloch, 1790) (préféré par UICN)

Statut de conservation UICN

 DD  : Données insuffisantes
Epinephelus lanceolatus, le Mérou géant ou Mérou lancéolé, est une espèce de poissons des récifs coralliens, emblème aquatique du Queensland en Australie. Cette espèce occupe toute la région du bassin Indo-Pacifique, sauf le golfe Persique.
C'est le plus grand des mérous.

## Description
Le mérou lancéolé est d'allure trapue, avec une grande bouche aux lèvres charnues et une queue arrondie et pointue. Il a de petits yeux. Les jeunes portent des marques irrégulières noires et jaunes, alors que les adultes ont une teinte gris-vert ou marron-gris, avec de nombreux points noirs sur des nageoires jaunâtres, et des points blancs-gris sur la tête. Il peut atteindre de 2,5 à  3 m de long et plus de 400 kg.

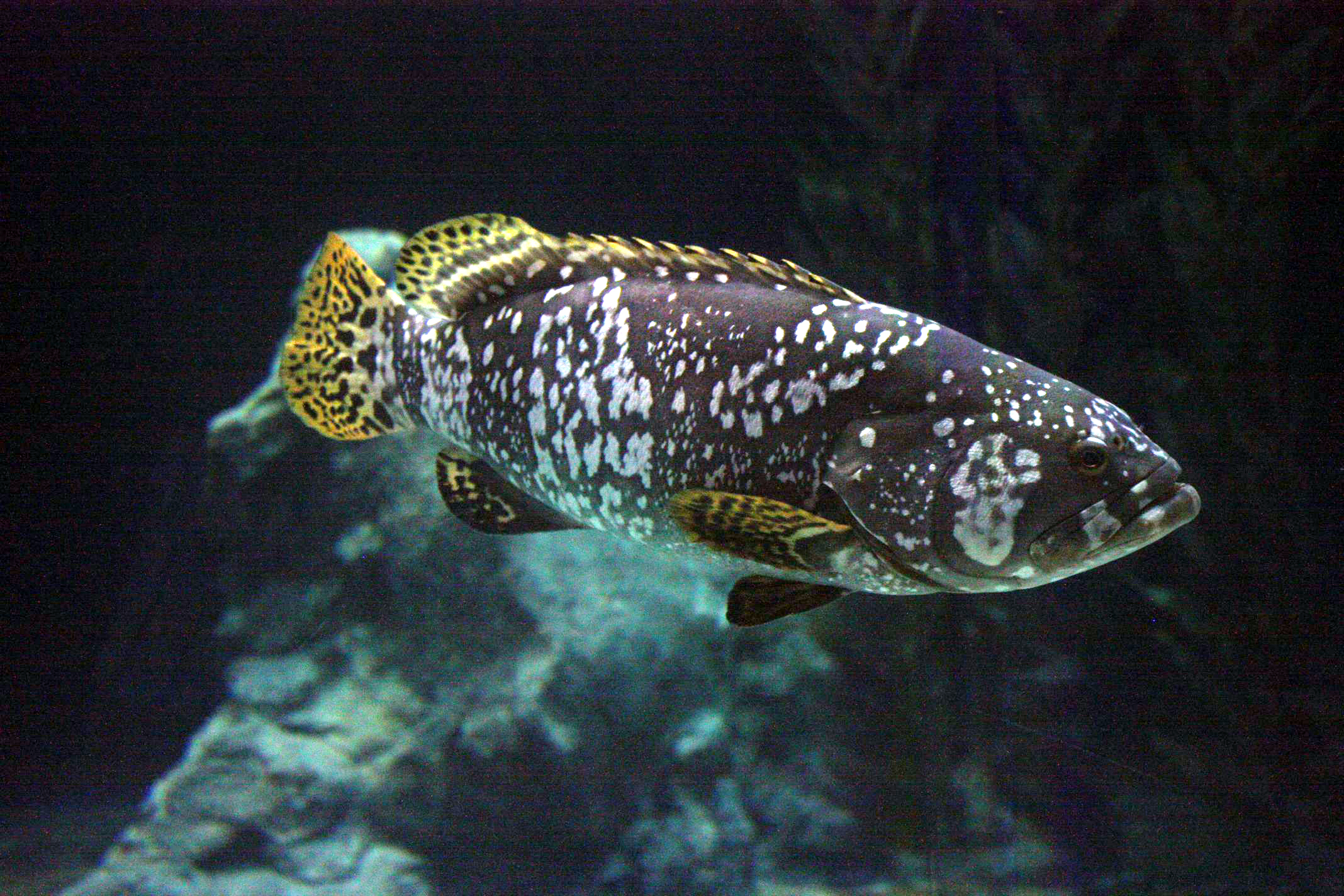
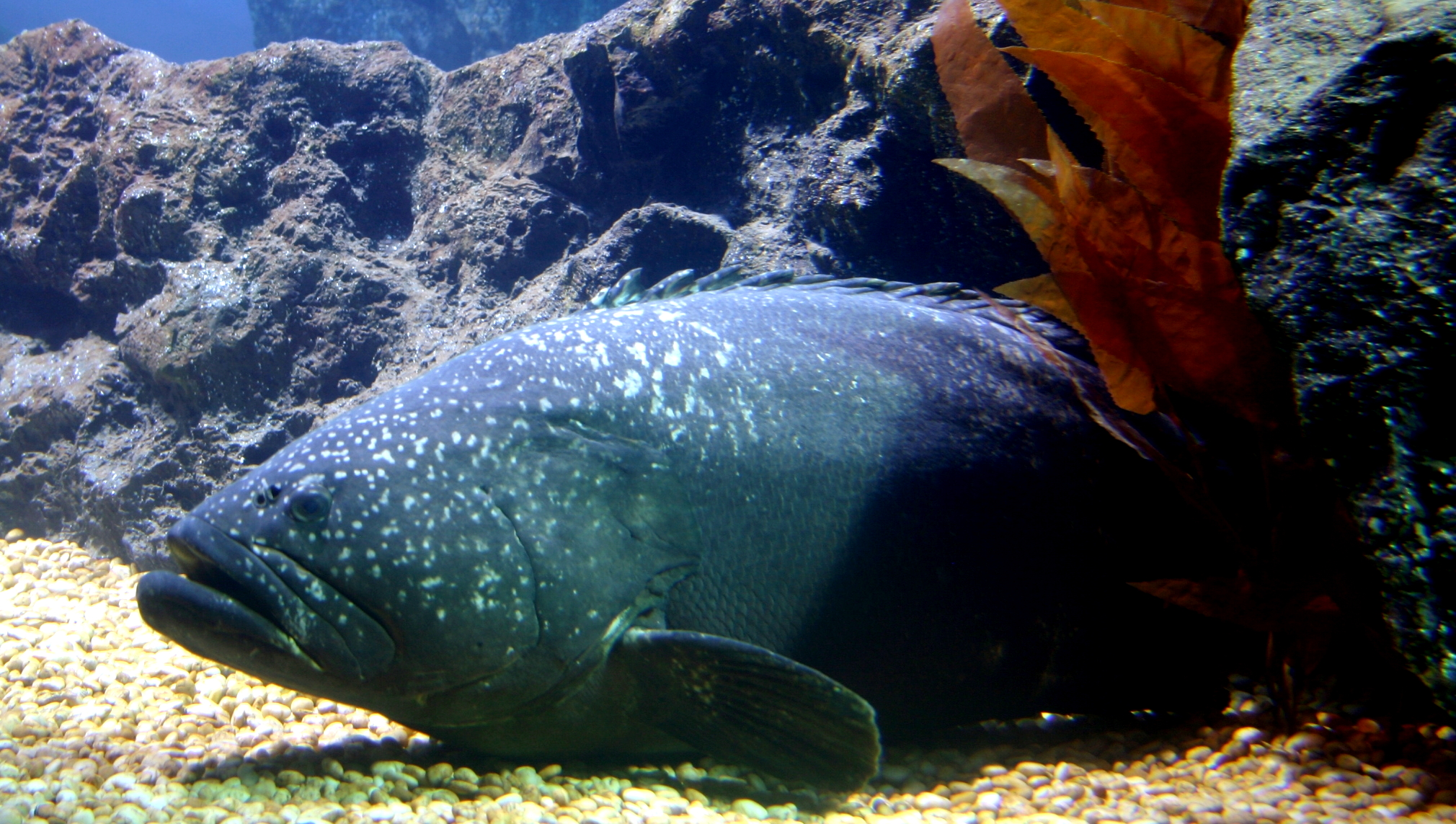
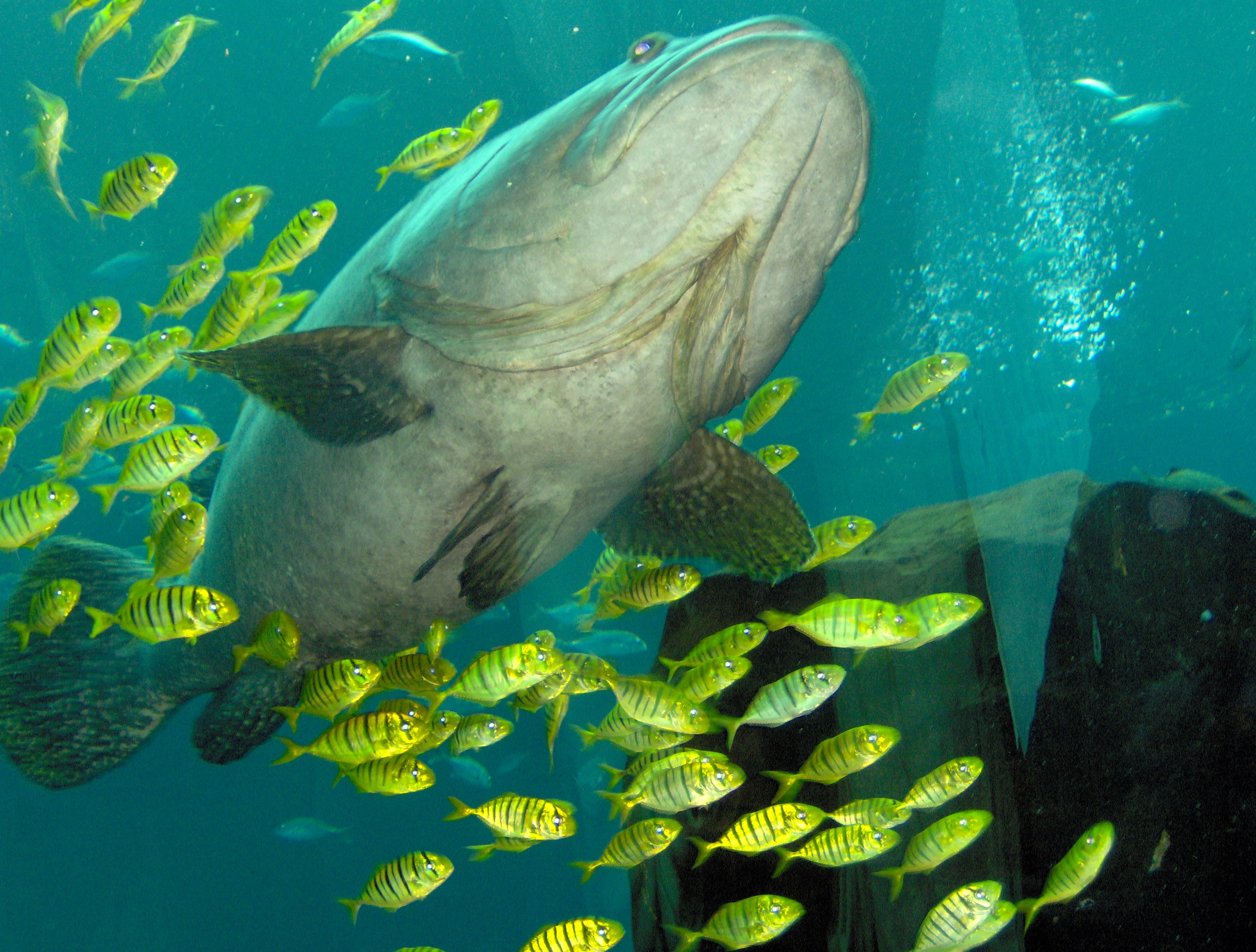
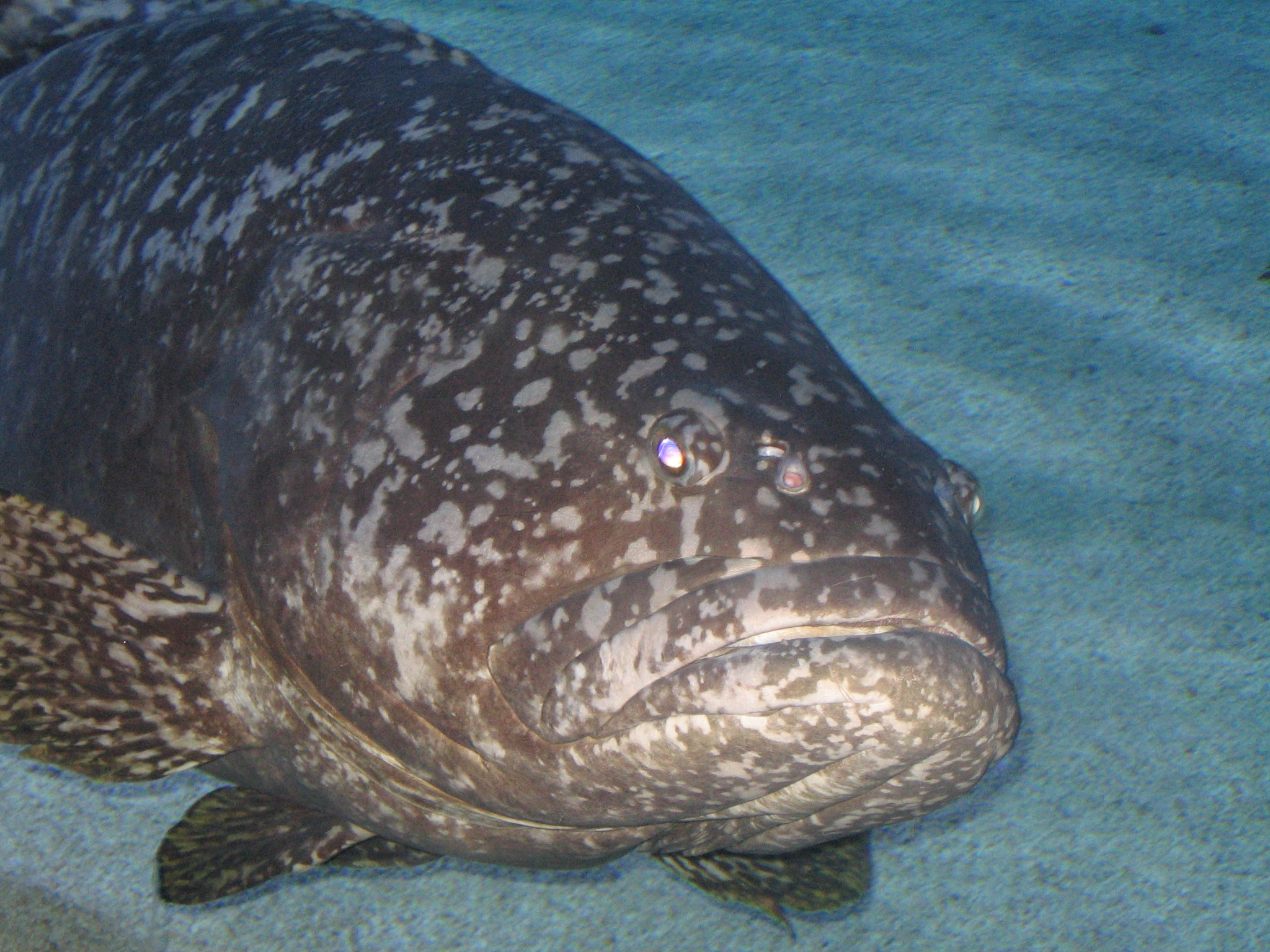
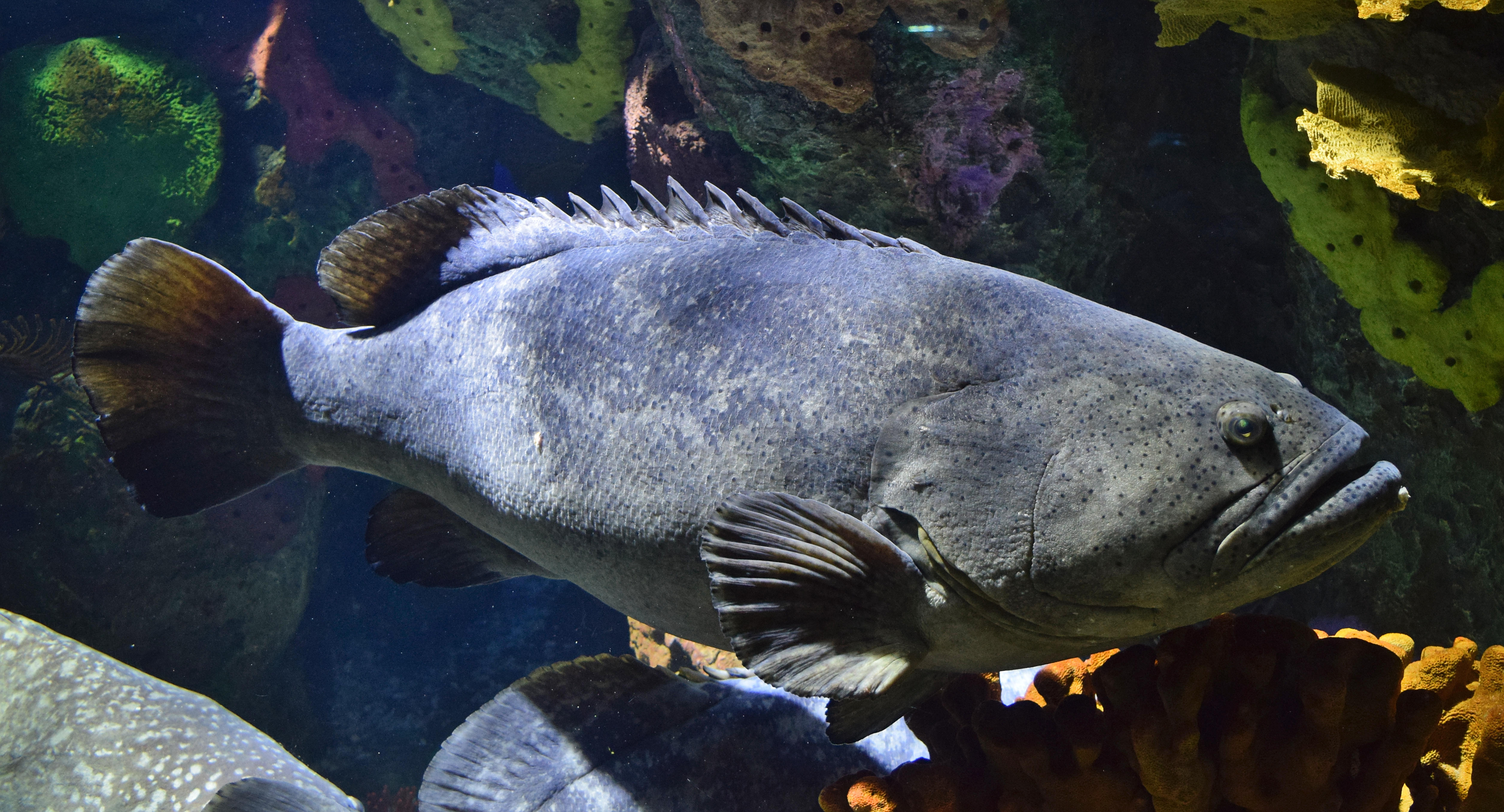

## Habitat et répartition
Ce mérou a une aire de répartition large, couvrant les eaux chaudes et peu profondes de tout le bassin Indo-Pacifique tropical à l'exception du golfe Persique. On le trouve notamment à proximité des écosystèmes coralliens, des épaves et des grottes sous-marines. On le trouve aussi dans les estuaires des fleuves car il supporte les eaux saumâtres.

## Écologie et comportement
Ce mérou est un poisson essentiellement solitaire. Il se nourrit principalement de crustacés, en particulier de homards dont il est friand, mais aussi de crabes, de poissons, de raies, de petits requins, de petits dauphins et de jeunes tortues de mer.
Il se laisse approcher des plongeurs mais on raconte que de grands spécimens auraient attaqué et tué des hommes.
Ils sont hermaphrodites, et le changement de sexe semble lié à la population locale.
Comme la plupart des grands prédateurs des mers tropicales, la chair de ce poisson peut être toxique en raison de la présence de ciguatera.

## Menace
Le mérou géant est devenu rare à cause de la surpêche.